# María Cristina de Borbón y Battenberg (1911-1996)
Pour les articles homonymes, voir Marie-Christine d'Espagne.
L'infante María Cristina de Borbón y Battenberg, comtesse Marone (12 décembre 1911 - 23 décembre 1996) est le cinquième enfant et la fille cadette d'Alphonse XIII d'Espagne et de  Victoire-Eugénie de Battenberg ainsi que la tante paternelle du roi Juan Carlos Ier.

## Biographie

### Jeunesse
L'infante María Cristina est née au Palais royal de Madrid en 1911. La famille royale quitte le pays en 1931 face aux manifestations républicaines, et part pour Paris, avant de s'installer à Fontainebleau.

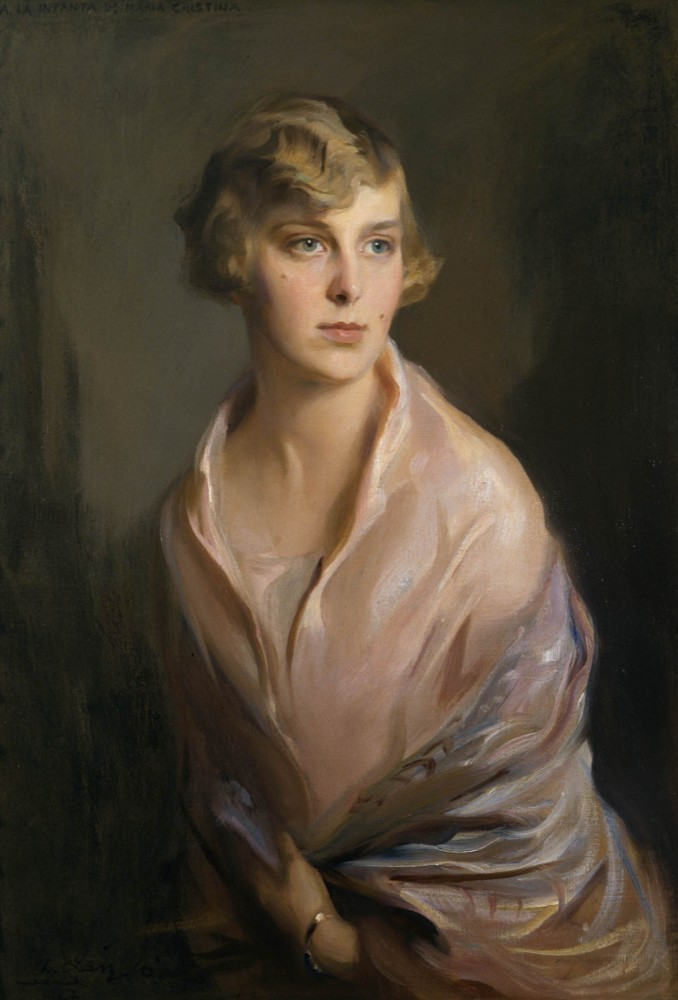
María Cristina en 1927 par
Philip de László

En 1933, le roi Alphonse XIII et ses filles, les infantes Beatriz et María Cristina, déménagent à Rome. Leur père a averti  tous les prétendants possibles de la potentielle transmission de l'hémophilie,[réf. nécessaire] dont deux de ses fils, Alphonse et Gonzalve, ont souffert. Cristina est surnommée « Crista » par sa belle-sœur et amie Emmanuelle de Dampierre. Les deux femmes s’entendront toute leur vie et n’arrêtèrent de communiquer qu’au décès de l’infante en 1996.

### Mariage et descendance
Elle renonce à ses droits de succession au trône espagnol et épouse morganatiquement, le 10 juin 1940 à Rome, Enrico Eugenio Marone-Cinzano (15 mars 1895 - 23 octobre 1968), un des héritiers de la distillerie turinoise Cinzano,,. Il avait été créé 1er comte Marone, le 13 mai 1940, par Victor Emmanuel III d'Italie. Il est le fils d'Alberto Marone et de son épouse, Paola Cinzano, et le veuf de Noemí Rosa de Alcorta y García-Mansilla, par qui il avait des enfants.
Le mariage produisit quatre filles, dix petits-enfants et onze arrière-petits-enfants : 
- Doña Vittoria Eugenia Alfonsa Alberta del Pilar Enrica Paola Marone-Cinzano (5 mars 1941), elle épouse le 12 janvier 1961 José Carlos Álvarez de Toledo y Gross, 6e marquis de Casa Loring (1929-2000). Ils ont quatre enfants et cinq petits-enfants : 
  - Vittoria Eugenia Álvarez de Toledo y Marone-Cinzano, 7e marquise de Casa Loring (8 octobre 1961), elle épouse Alfonso Codorniu y Aguilar le 29 septembre 1982. Ils ont trois enfants : 
    - Jaime Codorníu et Álvarez de Toledo (16 février 1985)
    - Ana Codorníu et Álvarez de Toledo (24 janvier 1987)
    - Carla Codorníu y Álvarez de Toledo (5 juillet 1990)

  - Francisco de Borja Álvarez de Toledo y Marone-Cinzano, 9e comte de Villapaterna (25 mars 1964), il épouse Jill Schlanger. Ils ont deux fils.
    - Daniel Álvarez de Toledo y Schlanger (1er juin 1995)
    - Jacobo Álvarez de Toledo y Schlanger (20 mars 1997)

  - Marco Alfonso Álvarez de Toledo y Marone-Cinzano (23 janvier 1965), prêtre
  - Gonzalo Álvarez de Toledo y Marone-Cinzano (1er octobre 1973)
- Doña Giovanna Paola Gabriella Marone-Cinzano (31 janvier 1943), elle épouse Jaime Galobert y Satrustequi (4 février 1935) le 24 juillet 1967 et ils divorcèrent en 1980. Ils ont un fils et trois petits-fils. Elle s'est remariée avec Luis Ángel Sánchez-Merlo y Ruiz (10 octobre 1947) le 4 août 1989.
  - Alfonso Alberto Galobart y Marone-Cinzano (12 avril 1969), il épouse Alejandra Kindelán y Oteyza (12 septembre 1971) le 26 juin 1998. Ils ont trois fils.
    - Andrea Galobart y Kindelán (6 décembre 1999)
    - Alfonso Galobart y Kindelán (15 février 2002)
    - Alejandro Galobart y Kindelán (2007)
- Doña María Theresa Beatrice Marone-Cinzano (4 janvier 1945), mariée à Genève le 22 avril 1967 avec José María Ruiz de Arana y Montalvo (27 avril 1933 - 30 avril 2004), 17e duc de Baena, 17e duc de Sanlúcar La Mayor, 15e marquis de Villamanrique, 13e marquis de Castromonte, 5e marquis de Brenes, 11e comte de Séville La Nueva et 5e vicomte de Mamblas. Ils divorcent en 1989. Ils ont trois filles et trois petits-enfants : 
  - María Cristina del Carmen Margarita Ruiz de Arana y Marone-Cinzano (25 mars 1968), 18e Duchesse de Baena, 18e Duchesse de Sanlúcar la Mayor, 14e Marquise de Castromonte, 12e Comtesse de Sevilla la Nueva et 6e Vicomtesse de Mamblas.
  - Isabel Alfonsa Ruiz de Arana y Marone-Cinzano (17 mai 1970), 16e Marquesa de Villamanrique, mariée avec Ignacio Izuzquiza y Fernández (6 mai 1970). Ils ont deux enfants : 
    - Cristina Izuzquiza y Ruiz de Arana (30 août 2002)
    - Iñigo Izuzquiza y Ruiz de Arana

  - Inés Ruiz de Arana et Marone-Cinzano (27 décembre 1973), 6e marquise de Brenes, épouse Carlos Magraner y Ubieta (1975) en 2008. Ils ont une fille : 
    - Carla Magraner y Ruiz de Arana (née en 2013)
- Doña Anna Alessandra Marone-Cinzano (21 décembre 1948), elle épouse Gian Carlo Stavro Santarosa le 7 décembre 1968 et ils divorcent en 1975. Ils ont deux filles. Elle s'est remariée avec Fernando Schwartz y Giron en 1985.
  - Astrid Christina Antonia Stavro di Santarosa (24 avril 1972)
  - Yara Paola Stavro di Santarosa (29 juin 1974)

### Mort
L'infante María Cristina est retournée en Espagne, mais n'y a plus jamais vécu en permanence. Elle meurt à Madrid d'une crise cardiaque le 23 décembre 1996 lors d'une réunion de Noël de la famille royale à la Villa Giralda, résidence de sa cousine et belle-sœur, la comtesse de Barcelone. Le service funéraire a lieu dans la chapelle du Palais royal de Madrid le 24 décembre, et un autre se tient le 26 décembre au Panthéon Marone-Cinzano de Turin.

## Honneurs
- 1112e Dame Grand Croix de l'Ordre de la Reine Marie-Louise

## Armoiries

Héraldique de l'infante María Cristina de Borbón y Battenberg
Armoiries utilisées avant son mariage.
Armoiries utilisées durant son mariage.
Armoiries utilisées durant son veuvage en exil.
Armoiries utilisées pendant le règne de Juan Carlos Ier.

## Sources
- El Pais, La Familia Real asiste al entierro de la infanta María Cristina en Turín, 27 décembre 1996
- El Pais; Funérailles en la capilla del Palacio Real por la infanta María Cristina, 26 décembre 1996
- El Pais, Muere a los 85 años en Madrid la infanta María Cristina de Borbón, La tía del Rey sufrió un infarto en Casa de la condesa de Barcelona, 24 décembre 1996
- Enrique González Fernández : Homenaje a la Infanta María Cristina